# Polsat Sport News
Polsat Sport News là kênh truyền hình Ba Lan đầu tiên có nội dung về các tin tức liên quan đến thể thao. Kênh được lên sóng vào lúc 7:00, ngày 30 tháng 5 năm 2011.

## Lịch sử
Vào ngày 25 tháng 10 năm 2010, chương trình xuất hiện dưới dạng kênh thử nghiệm nội bộ trên kênh 146 của Cyfrowy Polsat. Vào ngày 25 tháng 5 năm 2011, đài bắt đầu thử nghiệm truyền hình kỹ thuật số mặt đất trong bộ ghép kênh thứ hai. Ngày 30 tháng 5 năm 2011, kênh bắt đầu phát sóng lúc 7 giờ sáng, nhưng không có sẵn cho người dùng nền tảng vệ tinh kỹ thuật số. Ngày 11 tháng 8 năm 2011, trạm đã được cung cấp cho người dùng Cyfrowy Polsat. Ngày 4 tháng 11 năm 2011, kênh chính thức được thêm vào n và Telewizji na Kartę. Vào ngày 1 tháng 11 năm 2012, Polsat Sport News đã tung ra quảng cáo. Kênh phát sóng từ 7:00 và kết thúc lúc 1:15.
Ngày 2 tháng 2 năm 2017, Polsat Sport News được thay thế bởi Super Polsat trong kênh kỹ thuật số mặt đất thứ hai.
Polsat Sport News bắt đầu phát sóng HD trên cơ sở nhượng bộ vệ tinh. Kênh sẽ có sẵn trên các nền tảng vệ tinh cũng như trên các mạng cáp và IPTV, và lịch trình của đài sẽ là phần tiếp theo của ưu đãi chương trình đã phát sóng trước đó trên cơ sở của Polsat Sport News.

## Logo của kênh qua các thời kỳ
| 2012 – 2016 | 2016 - 2021 | 2021 - 2024 | 2024 - nay |
| ----------- | ----------- | ----------- | ---------- |